# 대구수성초등학교
대구수성초등학교는 대한민국 대구광역시 수성구 상동에 있는 공립 초등학교이다.

## 학교 연혁
- 1921년 10월 6일 설립인가
- 1922년 5월 1일 달성군 수성공립보통학교 개교
- 1938년 4월 1일 대구수성공립심상소학교로 개칭[1]
- 1941년 4월 1일 대구수성공립국민학교로 개칭[2]
- 1948년 4월 22일 대구수성국민학교로 개명
- 1953년 4월 1일 지산분교장 설립 분리
- 1996년 3월 1일 대구수성초등학교로 개명[3]
- 2009년 11월 13일 수성도서관 개관
- 2012년 3월 1일 병설유치원 개원
- 2013년 5월 1일 수성 한마음체육대회
- 2013년 10월 25일 수성종합예술제
- 2014년 10월 17일 수성 한마음 축제
- 2016년 2월 29일 병설유치원 폐원(황금유치원으로 통합)
- 2016년 4월 6일 수성새싹지킴이 발대식, 영재학급 개강식
- 2017년 4월 24일 사과데이(어깨동무학교 언어문화개선 선포식)
- 2017년 5월 17일 사랑의 도시락데이 실시
- 2018년 3월 1일 제29대 서양심 교장 부임
- 2018년 12월 9일 2018 한국도로공사 KOBO컵 유소년 배구대회[4][5](중학년부 우승)[6][7]
- 2018년 12월 26일 정문 지킴이실 설치
- 2019년 4월 9일 놀이문화조성사업
- 2019년 8월 13일 비상방송설비 성능개선 공사[8]
- 2020년 1월 10일 제96회 졸업식 총 133명 (전체 총 졸업생 : 25,724명)
- 2020년 2월 25일 체육관동 석면 철거, 해체 공사 완료
- 2020년 2월 28일 교실환경 개선[9], 도서실 리노베이션 공사 완료
- 2020년 3월 1일 초등 30학급, 특수 1학급 편성

## 학교 상징
- 교화 - 목련 : 향기높고 그윽한 새하얀 꽃잎의 순박한 모습과 청아한 자태로 새 봄 일찍 꽃피움은 우리 수성 학생의 밝은 생활 모습과 앞서 발전함을 상징
- 교목 - 느티나무 : 비바람과 병충해에도 지치는 일이 없어 끈질기게 이겨내며 자라나는 나무로서 우리 학생들도 어떤 어려움이 닥쳐도 참고 견디어 나라의 새일꾼이 됨을 상징함

## 참고 자료
- 대구수성초등학교 - 한국교육학술정보원 학교알리미